# Mevlevi

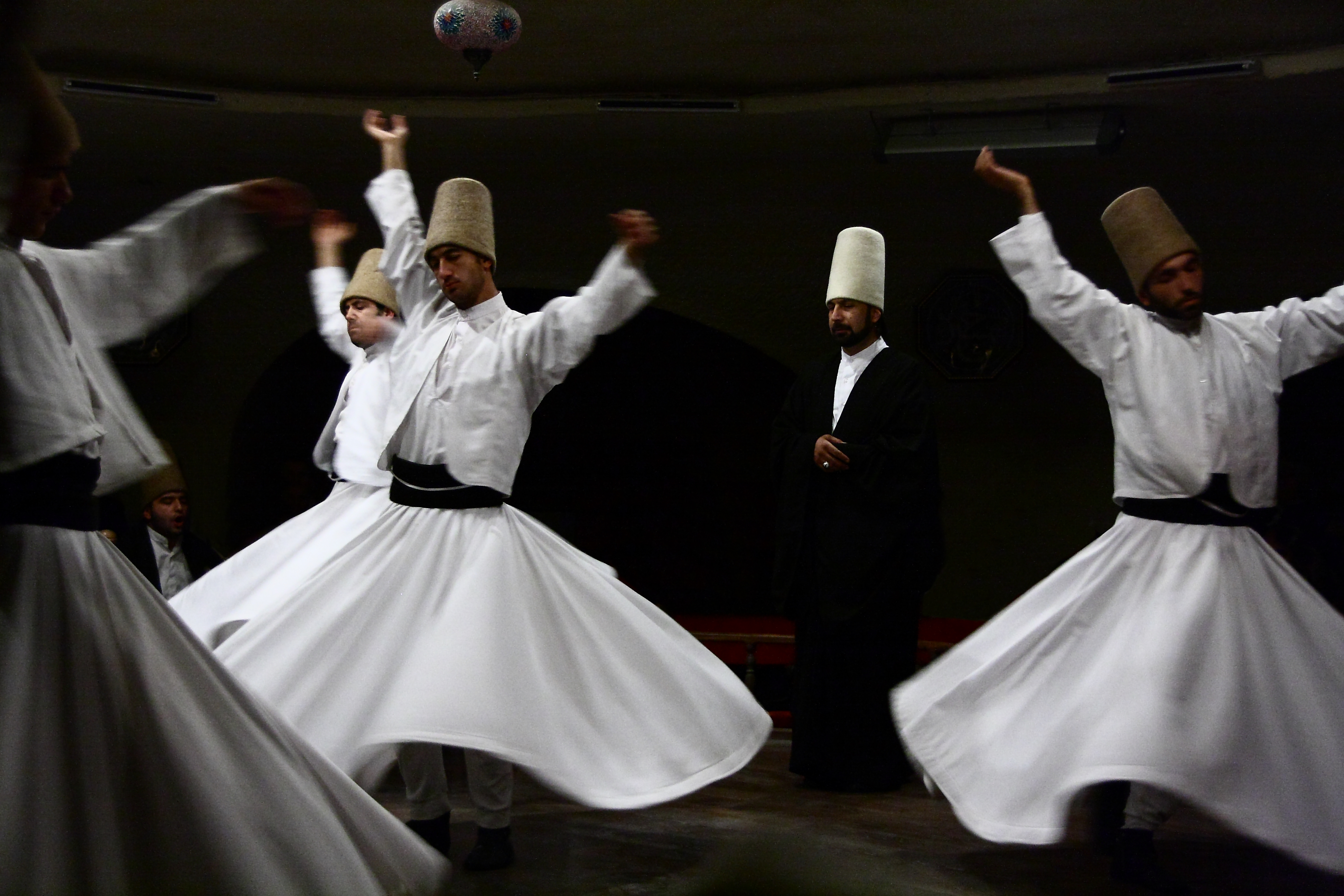
Semâ-Zeremonie im Kulturzentrum des Ordens in Avanos, November 2010

Die Mevlevi-Tariqa (Mevlevi-Derwisch-Orden; persisch مولويه, DMG Maulawīye, von arabisch المَوْلَوِيَّة, DMG al-Maulawiyya) ist eine der bekanntesten Sufi-Bruderschaften. Die Entstehung dieses Ordens geht auf den persischen Mystiker Dschalal ad-Din ar-Rumi (1207–1273, auch bekannt als türkisch Mevlânâ sowie persisch مولوى, DMG Maulawī) zurück, der lange Zeit in Konya, der Hauptstadt im Sultanat der Rum-Seldschuken, dem Ursprungsort des Ordens, lebte. Ihre Zeremonialmusik (ayin) ist eine Form der türkischen Kunstmusik und begleitet die Kreistänze bei der Semâ-Zeremonie.

## Semâ

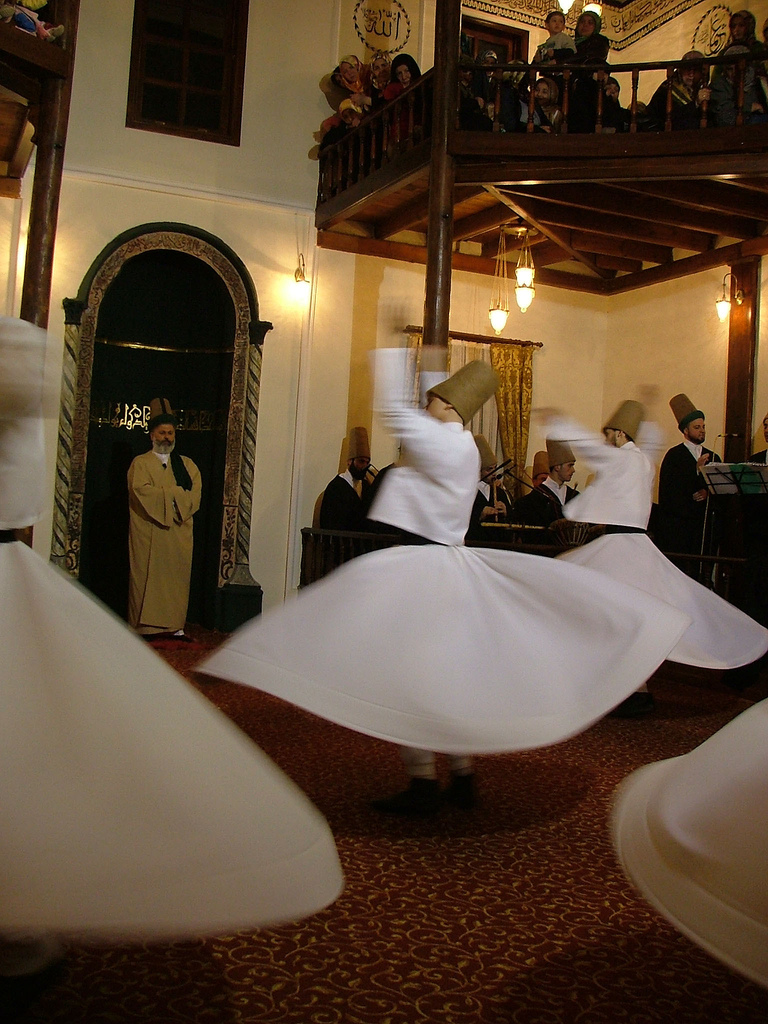
Mevlevi-Derwische in Istanbul, April 2006

Die Anhänger des Mevlevi-Ordens werden auch die drehenden Derwische genannt, weil ihr Dhikr (Sama; türkisch Sema) oberflächlich gesehen darin besteht, durch kreisende Bewegungen in Ekstase zu geraten. Für einen außenstehenden Betrachter erscheint diese Zeremonie wie eine schöne Aufführung, die einem Ballett sehr ähnlich ist. Für die Mevlevis handelt es sich wie bei jedem Dhikr um eine Form des Gebets, in der man die Möglichkeit hat, sich der Welt komplett zu verschließen und Gott näher zu kommen.
Viele Arten der Symbolik sind für Außenstehende nicht erkennbar. Am Anfang eines „Tanzes“ steht der Scheich auf einem roten Fell (Post), das den Mittelpunkt der Welt darstellt. Die Tänzer tragen einen schwarzen Umhang über dem weißen Gewand. Der Umhang symbolisiert das Grab und der Hut (Sikke) den Grabstein. Nach der Segnung durch den Scheich und somit der Auferstehung aus dem Grab legen sie das Grabtuch ab und beginnen sich zur Musik der Längsflöte nay und der Doppelkesseltrommel kudüm zu drehen. Die rechte Handfläche zeigt nach oben, um den Segen Gottes zu empfangen, die linke Handfläche zeigt nach unten, um den Segen in dieser Welt zu verteilen. Der Mevlevi-Dhikr wurde im Jahr 2005 in die UNESCO-Liste der Meisterwerke des mündlichen und immateriellen Erbes der Menschheit aufgenommen.
Die formalisierte Mevlevi-Ritualmusik (ayin) kennt etwa 42 Kompositionen, von denen jedes Jahr eine zur Aufführung ausgewählt wird. Der musikalische Ablauf ist streng festgelegt und beginnt mit dem Naat-ı Mevlâna, einem Preislied auf den Propheten, gefolgt von einem taksim, einer freirhythmischen Improvisation auf der nay. Das folgende peşrev ist ein instrumentales Vorspiel. Den Hauptteil bilden vier gesungene Stücke, die selâm genannt werden. Sie begleiten die sich im Kreis drehenden Tänzer. Den Abschluss bilden drei son. Der son peşrev ist ein Instrumentalstück in einem gegenüber dem Anfang geänderten Rhythmus. Darauf folgt der son yürük semai. Dieses instrumentale Zwischenstück hat seinen Namen von der rhythmischen Form (usul) im 6/8-Takt (yürük semai) erhalten. Die Tanzaufführung endet mit dem son taksim und einem abschließenden Gebet.

## Geschichte

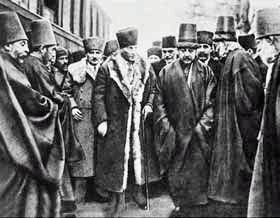
Mustafa Kemal Pascha bei einem Besuch führender Mevlevi und ihres Oberhauptes Abdülhalim Çelebi in Konya am 10. März 1923

Heute gilt die Stadt Konya als der Ursprungsort dieses Sufi-Ordens. Dort befinden sich das Mausoleum seines Gründers und die Tekke des Mevlevi-Ordens, heute das Mevlânâ-Museum. Auch in Afyon nahe Konya waren Mevlevis. Davon zeugen auch einige Gräber hochrangiger Angehöriger des Ordens.
Die Teilnahme von Frauen an der Mukabele, dem „Semâ-Ritual“, ist eine Erscheinung des 20. Jahrhunderts. Einzig im 16. Jahrhundert übernahm Günesch Hanim nach dem Tod ihres Vaters, des bisherigen Vorstehers der Asitane in Afyonkarahisar, in einem „Husarenstreich“ das Amt des Post Nischin, während sich die Derwische noch über die Nachfolge uneins waren. Sie wurde später in ihrem Amt durch den Maqam Çelebi (Oberhaupt der Mevlevis) in Konya bestätigt. Dies war jedoch ein einmaliges Ereignis.
Der Hinweis, dass Rumi selbst nie das Interesse daran gehabt haben soll, eine große Anzahl an Derwischen zu leiten oder einen Orden zu organisieren ist insofern richtig, als dass er selbst Scheich der von Nadschmuddin Kubra gegründeten Kubrawiyya war. So war er in die sufische Tradition eingebunden. Erst unter seinen Sohn Sultan Weled (1284–1312) wurde die Mevlevî Tariqa als furu, d. h. Nebenlinie der Kubreviyye Tariqa begründet.
Die Bezeichnung Mevlevî stammt von Rumi selbst, der gesagt haben soll – „Biz Mevleviyiz“ in der Bedeutung von „Wir gehören zu Gott“ (Mevlâ oder Maulâ, „Herr“, „Gebieter“). Erst im Laufe der folgenden Jahrzehnte gewann die Bezeichnung Mevlevî eine größere Bedeutung und wurde zur Zeit von Rumis Sohn Sultan Weled zur Bezeichnung für die Tariqa. Ein weiterer Hinweis für den Ursprung der Tariqa findet sich in der Tatsache, dass der von den Mevlevis gelesene „Große“ und „Kleine“ Evrâd, eine Sammlung von Gebets- und Korantexten, die regelmäßig von den Derwischen gelesen wird, aus der Kubraviyya-Tradition stammt.
Zu der Zeit von Shamsuddin Amir Alim († 1395), dem Sohn und Nachfolger von Ulu Arif Çelebi, hat sich die Mevlevi-Tariqa schon über die Grenzen Anatoliens hinaus verbreitet.
Am 30. September 1925 ließ Mustafa Kemâl Pascha (genannt Atatürk), der Gründer der Republik Türkei, durch Beschluss der Großen Nationalversammlung der Türkei (Türk Büyük Millî Meclisi) mit dem Gesetz über Schließung der Derwisch-Konvente und Mausoleen die Rituale der Mevlevi-Derwische verbieten. Seit 1954 darf der Sama oder Sema (eine besondere Art des Dhikr) anlässlich des Jahrestages von Rumis Tod – dem şeb-i âruz (von persisch شب عروسى, DMG šab-i ʿarūsī, ‚Hochzeitsnacht‘) – am 17. Dezember wieder vollzogen werden, allerdings nicht im Mutterhaus der Tariqa, sondern in einer Sporthalle.

## Aufbau
Das Oberhaupt der Mevlevi-Tariqa stammt, außer Mevlanas unmittelbarem Nachfolger Çelebî Husâm-ed-dîn, aus der Familie Rumis, er wird Maqam Çelebî genannt. Ihm zur Seite stehen die Scheichs der Tariqa. Einer dieser Scheichs ist das Lehroberhaupt, der sogenannte Sertarik.